# 軍中教長區
軍中教長區（英語：Military ordinariate）是天主教會的一種教會治理體系。是為了負責軍中的天主教基督徒的宗教上的需求而建立的一種不以地區而是以各國軍隊為指向的管理體系。
1986年前他們稱做軍中代牧區，也翻譯作隨營總監督區。如同宗座代牧區是由教宗選任一名主教擔任此軍中機構的代理牧者，在第二次梵蒂岡大公會議中軍中代牧區的議題也被納入《主教在教會內牧靈職務》法令中。。1986年4月21日，教宗若望保祿二世頒發的宗座憲令《軍人之牧靈》（拉丁語：Spirituali Militum Curae）中對於軍中的信徒之信仰需求的機構的安排變得更加完善。因而，軍中代牧區得以成為正式的軍中教長區。
繼而成立一種由一位主教管理的非地區性質的管理單位，早先管理這些軍中教長區的主教大多會有一個已經不存在的教區作為領銜，近日則改以所管理的教長區作為主教頭銜。這些主教或總主教也可能會由另一個教區的主教兼任。因此為了分擔教務該主教也可能派遣一名神父或輔理主教專門負責此間事務。雖然在分類上都是軍事教長區，但隨著各國軍事教長區成立時的情形的不同，因此有些軍事教長區有教區的稱呼，如美國的軍中服務總教區。

## 軍中教長區列表
| 國家       | 軍中教長區                     | 附註 |      |
| 非洲       | 非洲                           | 非洲 | 非洲 |
| ---------- | ------------------------------ | --- | ---- |
|            | 肯亞軍中教長區                 | 1964年1月20日成立代牧區、1986年7月21日成立教長區                                                              |      |
| 南非       | 南非軍中教長區                 | 1951年5月17日成立代牧區、1986年7月21日成立教長區，由比勒陀利亞總教區總主教兼管                                |      |
| 乌干达     | 烏干達軍中教長區               | 1964年1月20日成立代牧區、1986年7月21日成立教長區                                                              |      |
| 美洲       |                                | |      |
| 阿根廷     | 阿根廷軍中教長區               | 1957年7月8日成立代牧區、1986年7月21日成立教長區                                                               |      |
| 玻利维亚   | 玻利維亞軍中教長區             | 1961年3月19日成立代牧區、26日任命第一位代牧、1986年7月21日成立教長區                                          |      |
| 巴西       | 巴西軍中教長區                 | 1950年11月6日成立代牧區、1986年7月21日成立教長區                                                              |      |
| 加拿大     | 加拿大軍中教長區               | 1939年9月20日任命首位隨軍主教、1951年2月17日成立代牧區、1986年7月21日成立教長區                               |      |
| 智利       | 智利軍中教長區                 | 1910年5月3日成立代牧區、27日任命首位代牧、1986年7月21日成立教長區                                             |      |
| 哥伦比亚   | 哥倫比亞軍中教長區             | 1949年10月13日成立代牧區、1950年7月14日任命首位代牧、1986年7月21日成立教長區                                  |      |
|            | 多明尼加共和國軍中教長區       | 1958年1月23日成立代牧區、1986年7月21日成立教長區                                                              |      |
|            | 厄瓜多軍中教長區               | 1983年3月10日、8月5日任命首位代牧、1986年7月21日成立教長區                                                    |      |
| 薩爾瓦多   | 薩爾瓦多軍中教長區             | 1968年3月25日成立代牧區、11月4日任命首位代牧、1986年7月21日成立教長區                                         |      |
| 巴拉圭     | 巴拉圭軍中教長區               | 1961年12月20日成立代牧區、1965年12月7日任命首位代牧、1986年7月21日成立教長區                                  |      |
| 秘魯       | 秘魯軍中教長區                 | 1943年5月15日成立代牧區、1945年1月23任命首位代牧、1986年7月21日成立教長區                                     |      |
| 美国       | 美國軍中服務總教區             | 1917年11月24日任命首位隨軍主教、1939年11月成立代牧區、1986年7月21日成立教長區，由一位總主教及三位輔理主教管理 |      |
| 委內瑞拉   | 委內瑞拉軍中教長區             | 1995年10月31日成立教長區、1996年2月11日任命首位教長                                                           |      |
| 亞洲       |                                | |      |
| 印度尼西亞 | 印尼軍中教長區                 | 1949年12月25日成立代牧區、1986年7月21日成立教長區                                                             |      |
| 菲律賓     | 菲律賓軍中教長區               | 1950年12月8日成立代牧區、1951年12月10日任命首位代牧、1986年7月21日成立教長區                                  |      |
|            | 韓國軍中教長區                 | 1983年11月22日成立代牧區、1986年7月21日成立教長區                                                             |      |
| 歐洲       |                                | |      |
| 奥地利     | 奧地利軍中教長區               | 1773年就有任命隨軍主教、1959年2月21日成立代牧區、1986年7月21日成立教長區                                      |      |
|            | 波士尼亞與赫塞哥維納軍中教長區 | 2011年2月1日成立代牧區                                                                                        |      |
| 比利时     | 比利時軍中教長區               | 1957年9月7日成立代牧區、1986年7月21日成立教長區，由梅赫倫-布魯塞爾總教區總主教兼管                            |      |
|            | 克羅埃西亞軍中教長區           | 1997年4月25日成立教長區                                                                                       |      |
| 法國       | 法國武裝部隊教區               | 1949年就有隨軍主教、1952年2月26日成立代牧區、1986年7月21日成立教長區                                          |      |
| 德国       | 德國軍中教長區                 | 1868年5月22日任命首位隨軍主教、1933年2月20日成立代牧區、1986年7月21日成立教長區                               |      |
| 匈牙利     | 匈牙利軍中教長區               | 1920年3月23日成立代牧區、1947年停止運作、1994年4月18日再度成立教長區                                          |      |
| 義大利     | 義大利軍中教長區               | 1925年3月6日成立代牧區、1929年4月23日任命首位代牧、1986年7月21日成立教長區                                    |      |
| 立陶宛     | 立陶宛軍中教長區               | 2000年11月25日成立教長區                                                                                      |      |
| 荷蘭       | 荷蘭軍中教長區                 | 1957年4月16成立代牧區、1986年7月21日成立教長區                                                                |      |
| 波蘭       | 波蘭軍中教長區                 | 1919年2月5日成立代牧區、1947年停止運作、1991再度成立教長區                                                    |      |
| 葡萄牙     | 葡萄牙軍中教長區               | 1966年5月29日成立代牧區、1986年7月21日成立教長區                                                              |      |
| 斯洛伐克   | 斯洛伐克軍中教長區             | 2003年1月20日成立代牧區                                                                                       |      |
| 西班牙     | 西班牙軍中教長區               | 1819年2月4日任命首位隨軍主教、1950年8月5日成立代牧區、 1986年7月21日成立教長區，由一位總主教管理              |      |
| 英国       | 大不列顛軍隊主教區             | 1917年10月30日任命首位隨軍主教、1953年11月21日成立代牧區、1986年7月21日成立教長區                             |      |
| 大洋洲     |                                | |      |
|            | 天主教澳大利亞國防軍教區       | 1912年就有隨軍主教、1969年3月6日成立代牧區、1986年7月21日成立教長區                                           |      |
| 新西兰     | 紐西蘭軍中教長區               | 1976年10月28日成立代牧區、1986年7月21日成立教長區，由威靈頓總教區總主教兼管                                   |      |

## 外部連結
- Spirituali militum curae （页面存档备份，存于），《軍人之牧靈》拉丁文版全文